# トラフナマコ
トラフナマコ(虎斑海鼠、学名：Holothuria (Mertensiothuria) pervicax)はナマコの一種。比較的滑らかな淡褐色の地色の体表に暗褐色の横長な斑紋が散らばる。

## 特徴
体長25cm程のナマコ。体は柔らかく、体色は背面は変異はあるものの一般には淡褐色で、そこに暗褐色の斑紋が入る。斑紋は不規則ではあるが、普通は暗褐色の幅広い横帯の形になって全体に数列並ぶ。背面側の疣足は特に列をなす様子もなく疎らにあり、その先端は丸くなっており、濃褐色で基部は白い輪で取り巻かれている。腹面は正中線の幅狭い区域を除いて全面に管足で被われている。管足は先端が褐色になっている。腹面全体としては白かクリーム色。口は前端のやや下向きにあり、口の周りの触手は20本、また肛門は濃い褐色で後端にある。骨片には櫓状のものと桿状のものがあり、櫓状骨片は多くの場合に塔状の部分が不完全で4本の柱のみとなっている。キュヴィエ器官はよく発達する。

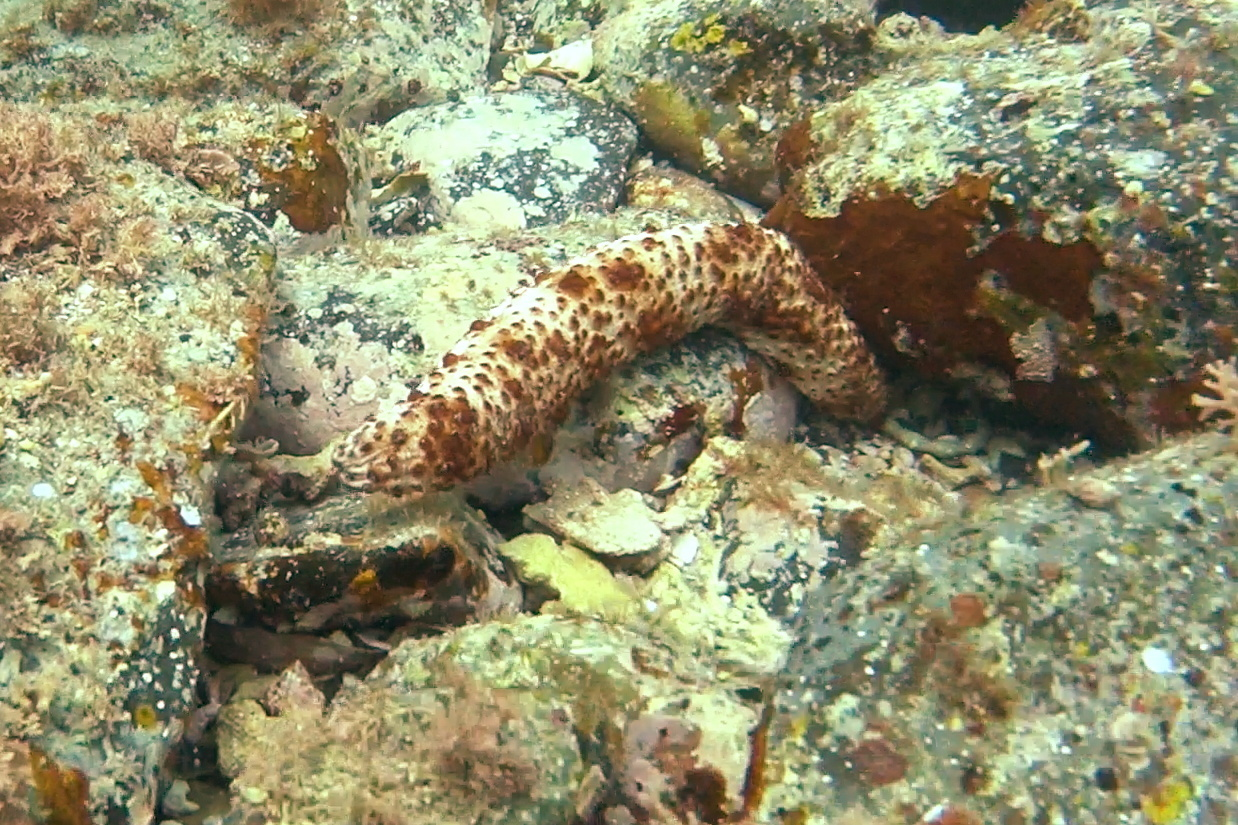
海底を這う様子
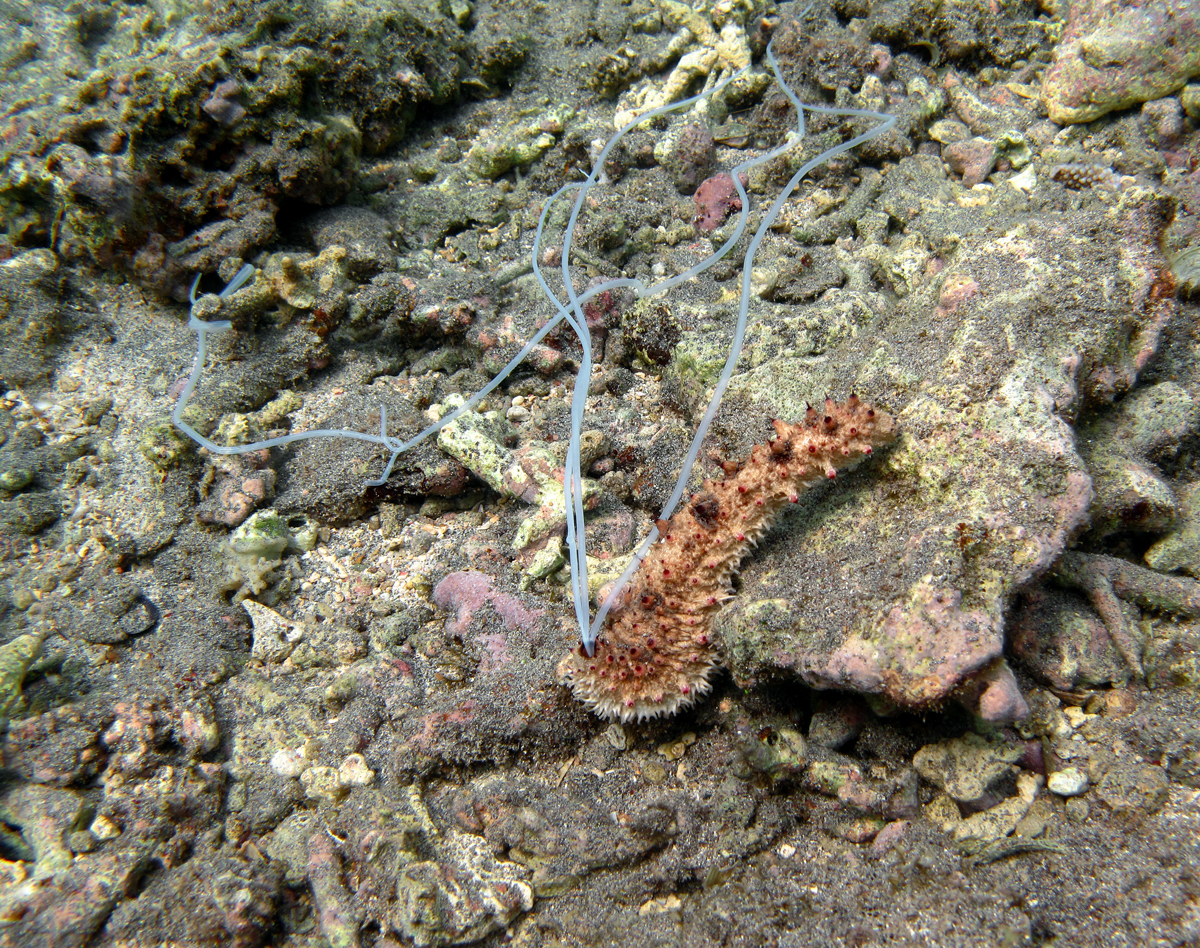
キュビエ器官が出たところ

## 分布と生息環境
日本では三浦半島以南に分布する。世界的にはインド太平洋の熱帯水域に広く分布している。
浅海の岩礁、または転石帯に見られる。

## 類似種
ニセトラフナマコ H. fuscocinera は本種に似ているが背面は灰白色地に褐色斑があるか全体に褐色で腹面も褐色、背面の疣足は細く小さくなっており、沖縄から知られている。